# Cầu diệp trên thông
Cầu diệp trên thông (danh pháp hai phần: Bulbophyllum pinicolum) là một loài phong lan thuộc chi Bulbophyllum. Đây là loài đặc hữu của Việt Nam.